# ذباب الحجر الأخضر
ذباب الحجر الأخضر أو عائلة كلوروبيرليدي أو عائلة ذباب الصخور الأخضر (الاسم العلمي: Chloroperlidae)، فصيلة حشرات من رتبة مطويات الأجنحة، تضم أكثر من 180 نوعًا ضمن 15 جنسًا. لونها أخضر مائل إلى الأصفرار